# アウトストラーダ A34
アウトストラーダ A34は、アウトストラーダ A4のヴィッレッセ出入口からゴリツィア方面に分岐して始まり、サンタンドーレア/ヴェルトイバでスロヴェニアの高速道路 H4につながる部分で終わる、延長17キロメートル(以降 km と表記する)のイタリアのアウトストラーダである。スロヴェニア内では、ラズドルト、ポストイナを通りリュブリャナまでつながっており、延長99 km である。スロヴェニア部分では通行料金はヴィニェッタにより支払う。この道路は、アウトヴィエ・ヴェネテにより管理されている。
アウトストラーダ要件を満たすための工事を実施する以前は、この道路はラッコルド・アウトストラダーレ17号線(RA17)と分類されており、その前は、ANAS新道15号線 ヴィッレッセ - ゴリツィア - サンタンドーレア (NSA15)という名前だった。2012年7月31日のインフラ運輸省メモ 003964により、A34と分類された。
11月15日から4月15日までは全区間で冬季装備の義務がある。

## 歴史
この道路は、フリウリ＝ヴェネツィア・ジュリア州のすべての主要都市とアウトストラーダ A4を接続するプロジェクトの一部として、1970年に、ラッコルド・アウトストラダーレ17号線(国道351号線のバイパス)として開通した。その後、2013年10月15日にアウトストラーダとして完成し、2013年11月27日にA34の開通式が催された。

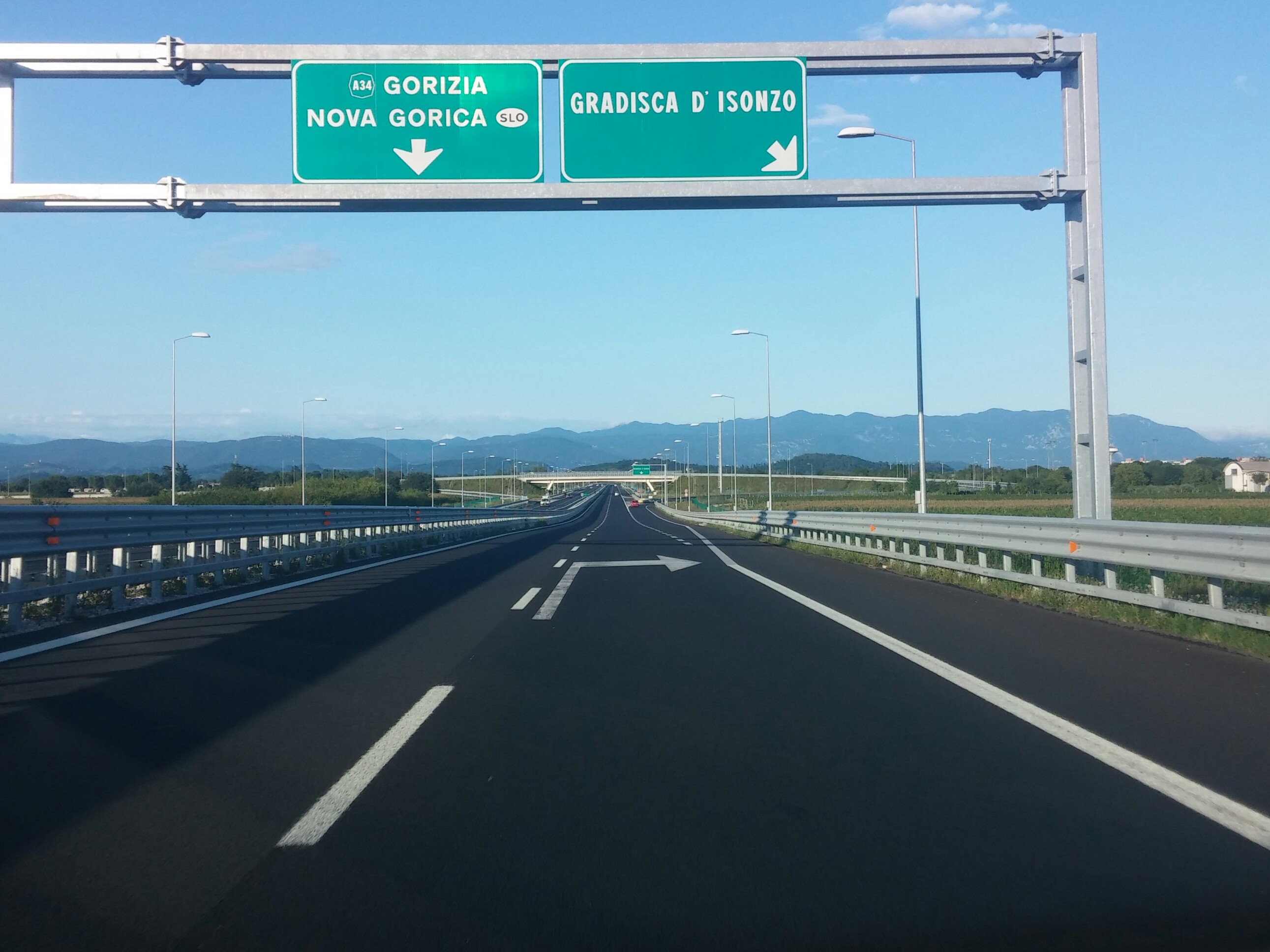
アウトストラーダ化工事後のグラディスカ・ディゾンツォ出口ゴリツィア方面

### アウトストラーダ化工事
RA17は、開通時から 第2種郊外道路と分類されていたが、アウトストラーダ要件を満たすために再開発された。
RA17のアウトストラーダ化工事は、2009年12月12日に始められた。費用は、183,747,000ユーロ(うち、収用のために約2千万ユーロが確保された)であり、企業により形成されたATI(一時的な集合体)により実施された。参加した企業は、ICOP、Friulana Bitumi、SIOSS、Valle Costruzioni、Tomatである。
この工事により、車道幅員を14メートル(以降 m と記載する)から25 m に拡張し、片側2車線および緊急車線の構成にした。2つのトンネル、鉄道をくぐるアンダーパス1箇所のほか、橋や高架橋が建設された。2013年10月15日にこの道路はアウトストラーダとして開通した。

## 管理
この道路は、ANASにより管理されていたが、2005年末からアウトヴィエ・ヴェネテが管理している。

## 特徴

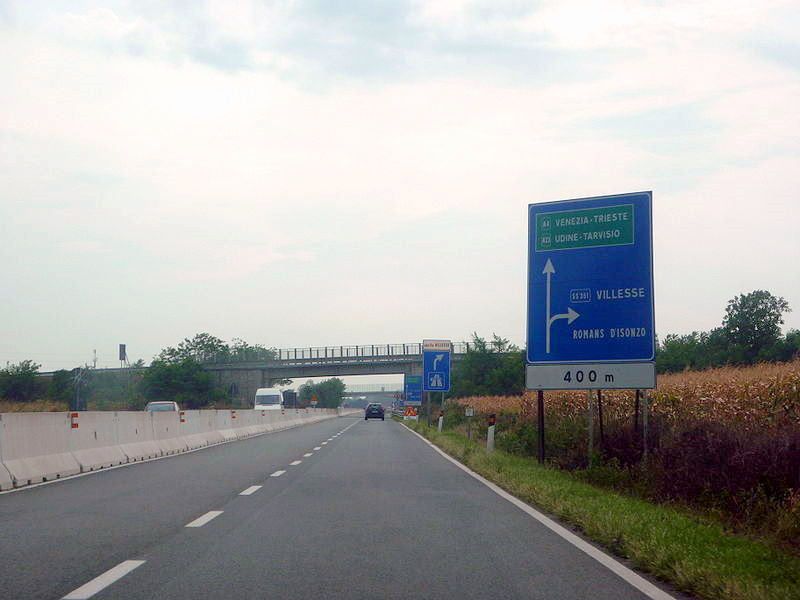
アウトストラーダ化工事前の、A4方面のRA17 - 上下線がジャージー・バリアで分離されていることがわかる

### 開通時
アウトストラーダに分類されていない、ラッコルド・アウトストラダーレであった当時は、上下線分離の第2種郊外道路であり、通行料金は徴収されていなかった。この道路は各方向2車線の構成であり、緊急車線はなかった。2007年から、上下線はジャージー・バリアにより分離された。それ以前は、国道354号ラティザーナ - リニャーノ線と同様に、上下線は2本の連続線だけだった。
RA17という道路分類名は道路標識には示されていなかった。オーバーパス特定標識にも、距離標にも、ラッコルド・ヴィッレッセ - ゴリツィアと表示されていた。

### アウトストラーダ化以降
アウトストラーダ化工事は2001年の省令6792号 タイプA(アウトストラーダ)の規格に車道を適合させることが主であった。車線の拡幅により、最高許容速度を以前の80キロメートル毎時(以後 km/h と記載する)から、130 km/h に上げることを可能にした。

## 行程

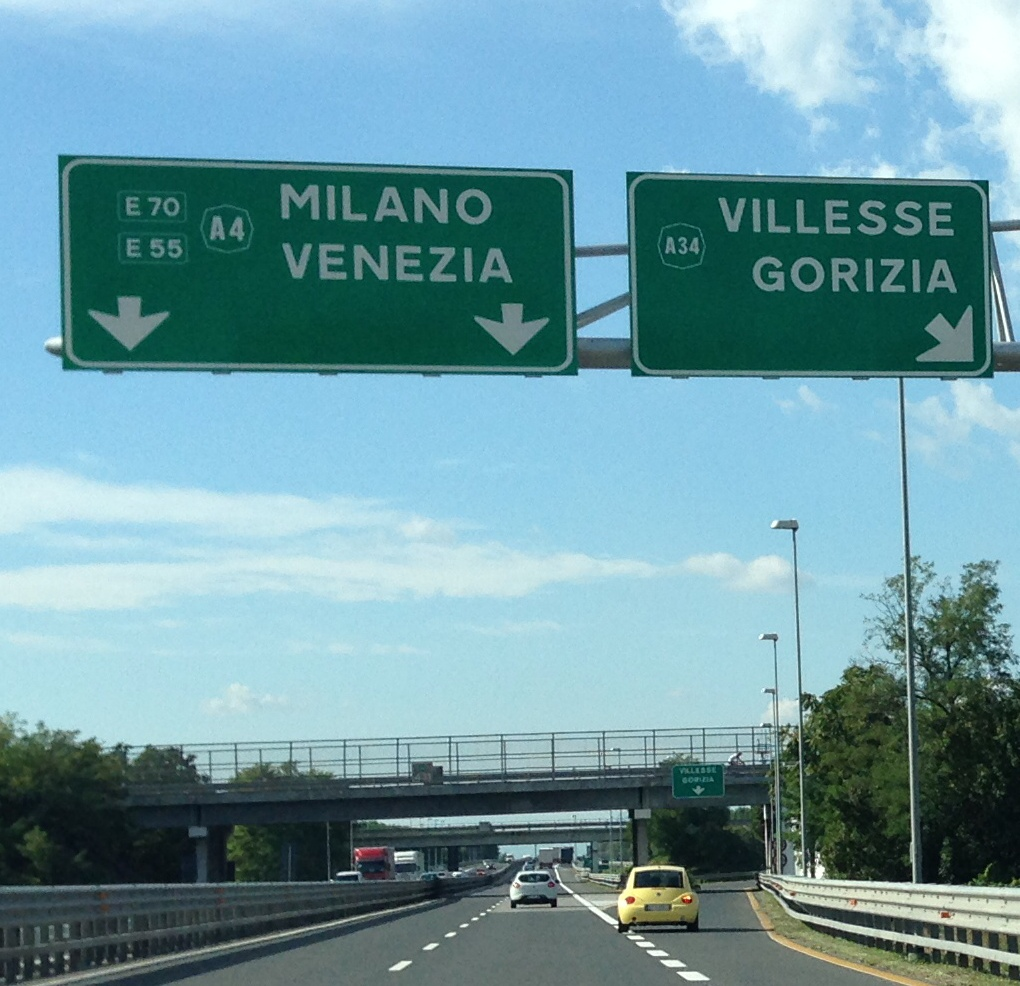
アウトストラーダ A4のヴェネツィア方面にあるA34への標識

| VILLESSE - GORIZIA |                                     |      |      |
| 種別               | 方面                                | km   | 地域 |
|                    | Venezia - Trieste                   | 0    | GO   |
|                    | Villesse - Gorizia本線料金所        | 0.6  | GO   |
|                    | Villesse                            | 1.7  | GO   |
|                    | Gradisca d'Isonzo                   | 6.2  | GO   |
|                    | Farra d'Isonzo                      | 11.1 | GO   |
|                    | Gorizia Autoporto                   | 15.5 | GO   |
|                    | Gorizia                             | 16.9 | GO   |
|                    | 国境 Slovenia Nova Gorica - Razdrto | 17.0 | GO   |